# Rubus wardii
Rubus wardii là loài thực vật có hoa trong họ Hoa hồng. Loài này được Merr. miêu tả khoa học đầu tiên năm 1941.